# Fuat Oktay
Fuat Oktay (Çekerek, 1964) è un politico, funzionario e ingegnere turco, primo vicepresidente della Turchia dal 10 luglio 2018 al 3 giugno 2023, dopo essere stato sottosegretario al primo ministro della Turchia dal 2016 al 2018, ufficio poi abolito.

## Biografia

### Primi anni di vita e carriera
Fuat Oktay nacque nel 1964 a Çekerek, Yozgat e studiò Management all'Università Çukurova. Laureatosi nel 1985, iniziò a lavorare all'università come assistente di ricerca. Nel 1990, conseguì un master presso la Wayne State University di Detroit in ingegneria aziendale e manifatturiera, nonché un dottorato in ingegneria industriale. Negli Stati Uniti, si specializzò nei settori dell'ingegneria automobilistica e della comunicazione.

### Carriera accademica e di consulenza
Durante tutta la crisi economica del 2001, Oktay fu coinvolto in ruoli di gestione della crisi mentre era anche capo del dipartimento di gestione e vice preside dell'Università Beykent. Accanto alla sua carriera accademica, Oktay fu anche consulente per aziende statali e private, ricoprendo le funzioni di direttore generale, vicepresidente e membro del consiglio di amministrazione di molte di loro.

### Settore privato
Dal 13 maggio 2001 al 1º ottobre 2003, Oktay rimase nella gestione di Yimpas Necessity per un anno e mezzo.
Oktay fu vicedirettore generale responsabile della pianificazione strategica e dello sviluppo aziendale, della pianificazione della produzione e della tecnologia dell'informazione, nonché delle vendite e del marketing presso Turkish Airlines tra il 2008 e il 2012. Responsabile di numerosi progetti di sviluppo con il marchio Turkish Airlines, fu anche membro del consiglio direttivo del Foreign Economic Relations Board (DEİK) e dei consigli d'affari turco-inglese, turco-tedesco e turco-spagnolo.
Oktay fu anche membro del consiglio direttivo di Turkish Aerospace Industries (TAI), di Turkish Technic e vicepresidente di Türk Telekom.

### Servizio civile
Tra il 2012 e il 2016, Oktay fu Capo della Presidenza per la gestione delle catastrofi e delle emergenze (AFAD). Durante il suo ruolo, formulò diversi accordi nel campo della gestione dei rischi e delle crisi con altri paesi per conto del governo turco.

### Sottosegretario al Primo ministro
In seguito alla nomina di Binali Yıldırım a primo ministro della Turchia, Oktay fu nominato sottosegretario il 18 giugno 2016. Divenne noto per la sua modernizzazione delle istituzioni burocratiche con nuovi progressi digitali e tecnologici.
Fece anche parte della principale resistenza diplomatica durante il tentativo di colpo di Stato turco del 15 luglio 2016. Durante le operazioni antiterrorismo delle forze armate turche, vale a dire l'operazione Scudo dell'Eufrate e l'operazione Ramoscello d'Ulivo, Oktay ricoprì il ruolo di coordinatore tra diverse istituzioni burocratiche coinvolte.

### Vicepresidenza

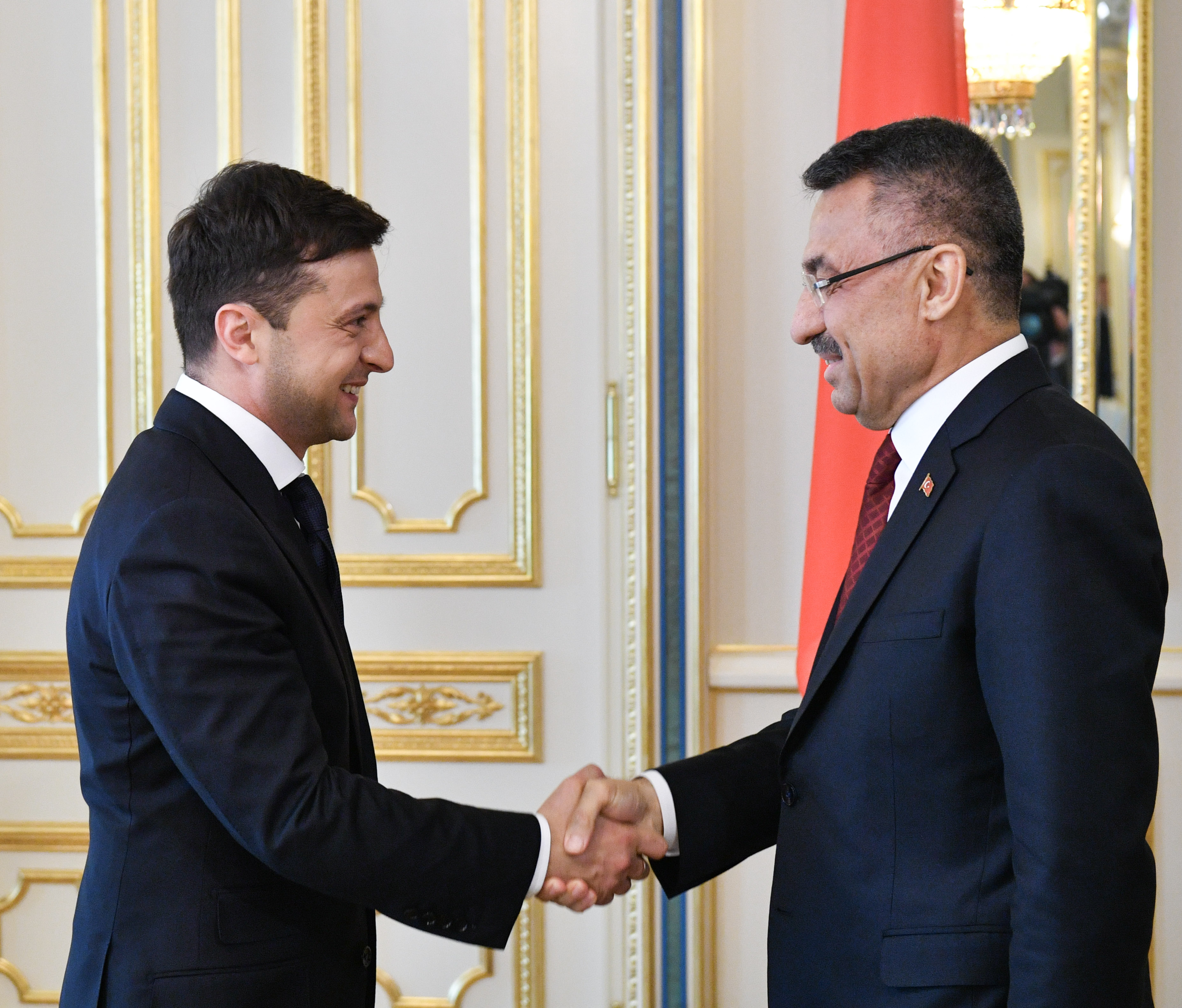
Oktay (a destra) stringe la mano al presidente dell'Ucraina Volodymyr Zelens'kyj il giorno della sua inaugurazione presidenziale (maggio 2019).

Nel referendum costituzionale del 2017, gli elettori approvarono in modo restrittivo i cambiamenti costituzionali che sciolsero il sistema parlamentare esistente al posto di una presidenza esecutiva tra accuse di brogli elettorali. Il nuovo sistema di governo vide il presidente della Turchia diventare il capo dello Stato e del governo, abolendo l'ex capo di governo del primo ministro turco. Il nuovo sistema istigò la creazione dell'ufficio del vicepresidente della Turchia, che sarebbe stato nominato e servito per piacere del presidente.
Le prime elezioni generali si svolsero il 24 giugno 2018 per eleggere il presidente e 600 membri del parlamento alla Grande Assemblea Nazionale. Il candidato del Partito della Giustizia e dello Sviluppo (AKP), Recep Tayyip Erdoğan, vinse la presidenza con il 52,59% dei voti, annullando la necessità di un secondo turno. Il suo partito vinse anche il maggior numero di seggi in Parlamento, ottenendo una maggioranza di 295 deputati.
Con l'elezione di Erdoğan come primo presidente ad entrare in carica sotto il nuovo sistema presidenziale esecutivo, si ipotizzò che avrebbe adottato un gabinetto prevalentemente tecnocratico e avrebbe cercato un modello statunitense nominando un solo vicepresidente, nonostante i cambiamenti costituzionali consentissero più vicepresidenti per servire contemporaneamente. Oktay fu presentato come primo vicepresidente della Turchia il 9 luglio 2018 con l'annuncio del nuovo gabinetto, ed entrò in carica il giorno successivo.